# マリゴ (楽器メーカー)
マリゴ（Marigaux, SML, Strasser-Marigaux-Lemaire）は、フランスのオーボエメーカー。
1935年に、ストラッサー、マリゴ、ルミールの3人によって設立された。かつては、サクソフォーン、フルート、クラリネットも製造しており、ブランドとしてMarigauxの他、SMLやStrasser Marigauxなども存在した。SML社から分離したマリゴはいくつかのオーナーのもとを渡り、現在は野中貿易の傘下にある。またマリゴを分離したSML社は引き続き大手楽器販売代理店として存続している。

## 製造楽器

### オーボエ
- 901  セミオート
マリゴ社におけるフラッグシップ。最も出回っているモデルで、現在までに製造番号にして44000以上生産されている。製造年次によりベルの刻印が異なる他、金メッキ仕様の901GP、通常グラナディラの管体をヴァイオレットウッドに置き換えた901VWGPが存在する。

- 910  フルオート
901のフルオートマチック版。

- 2001  セミオート
2000年前後に登場したモデル。人間工学に基づいてキー形状が変更されていたり、一部に金メッキが施されている。

- 2010  フルオート
2001のフルオートマチック版。

- M2   セミオート
マリゴの創業70周年モデルとして2005年登場。通常の上・下管の分割位置を大幅にずらしており、ヘッドジョイントを樹脂製、木製や長い・短いものにも替えられる。

### イングリッシュホルン
- 930  セミオート、最低音H
- 935  セミオート、最低音B

## 販売楽器、歴代モデル
- ルメール（Lemaire）
- グランルメール（Grand Lemaire）
- 801
- 701（Strasser）
- 501
- パラスエディション
- ルメール（イングリッシュホルン）

他

## 著名な使用プレイヤー
- シュテファン・シーリ
- フランソワ・ルルー
- 茂木大輔
- 寺島陽介

他